# Tur (Militärfahrzeug)

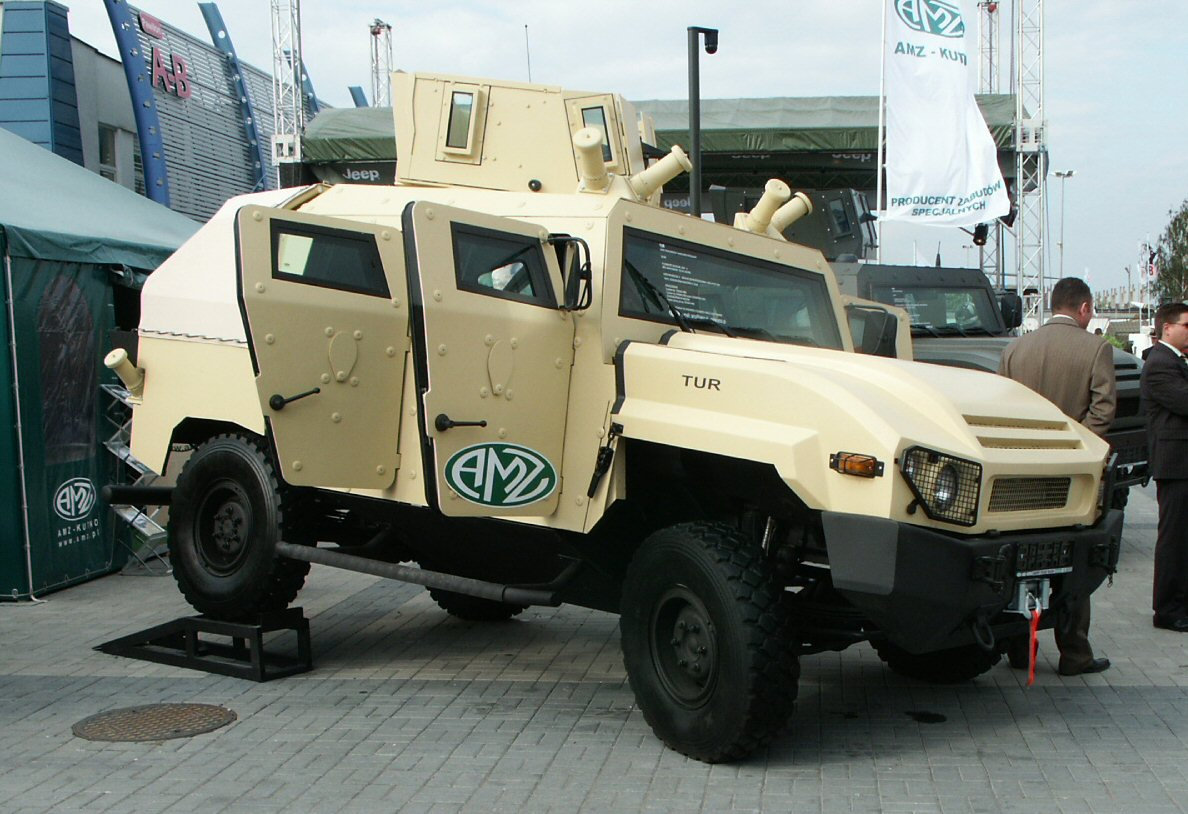
Prototyp des Tur am International Defence Industry Salon 2007, Kielce, Polen

Der Tur (polnisch für Auerochse) ist ein gepanzertes geländegängiges Fahrzeug mit Allradantrieb (4×4) des polnischen Herstellers AMZ-Kutno.

## Beschreibung

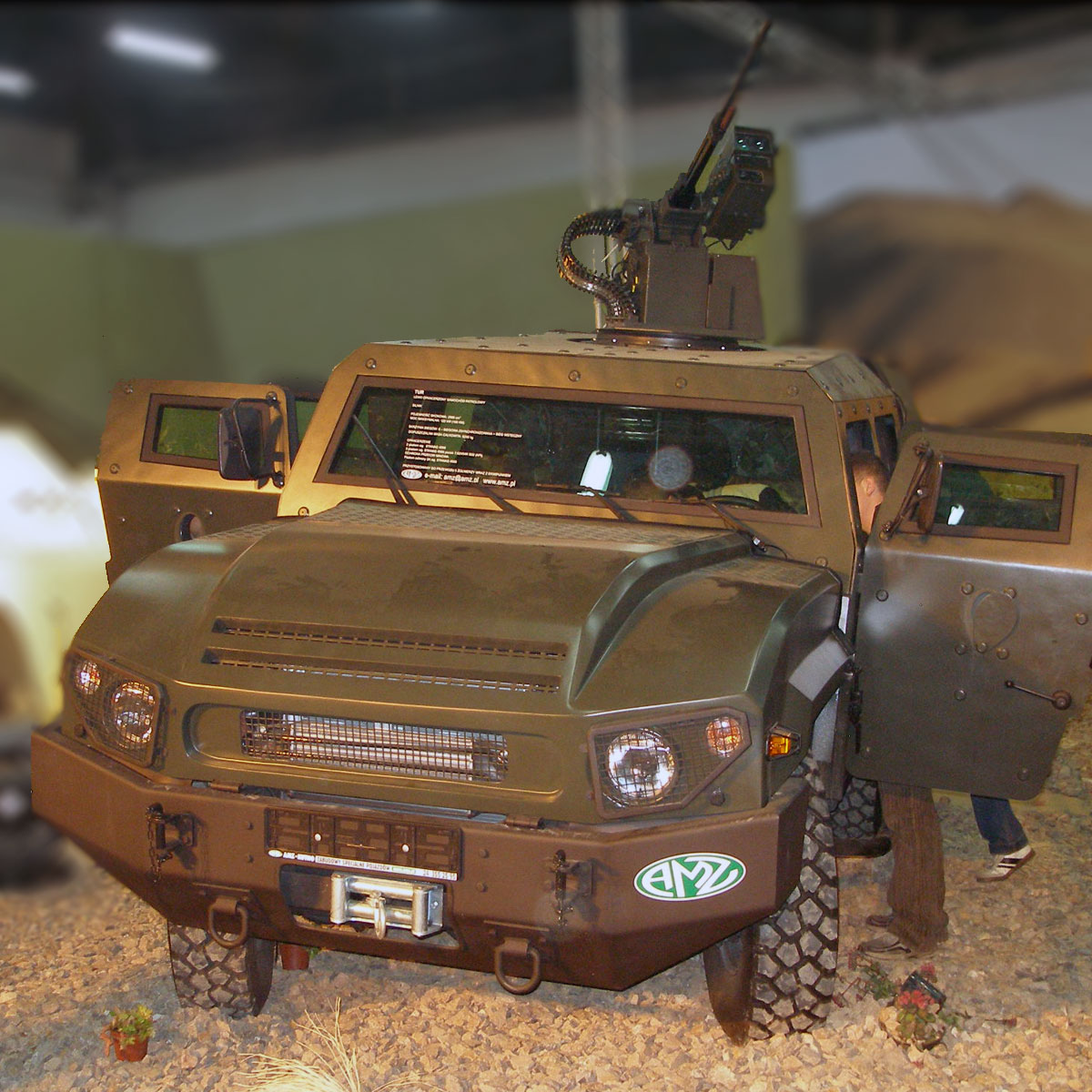
Polnischer Tur

Der Geländewagen Tur wurde für Patrouillenfahrten in Gefahrengebieten entwickelt. In erster Linie wurde das Fahrzeug für die in Afghanistan eingesetzten polnischen Streitkräfte konzipiert. Insgesamt stellt der Tur eine preisgünstige Alternative zum US-amerikanischen Humvee dar.

## Technische Daten
- Besatzung: 5 Mann
- Länge: 4,87 m
- Höhe: 2,35 m
- Breite: 2,23 m
- Gewicht: 4,5 t (+1 t Ladekapazität)
- Motor: 4-Zylinder-Turbodieselmotor Iveco Aifo mit Common-Rail-Einspritzung
  - Leistung: 122 kW (166 PS) bei 3600/min
  - Hubraum: 3,0 Liter
- Hubraum: 2.998 cm³
- Getriebe: 6 Gänge + Rückwärtsgang
- Tank: 160 l Diesel
- Fahrbereich: 600 km